# Jonathan Gilbert
Jonathan Gilbert (Los Ángeles, California, 28 de abril de 1967) es un actor estadounidense de la televisión retirado.  

## Biografía
Gilbert es conocido por su actuación como Willie Oleson en la serie de la NBC, La casa de la pradera (conocida también como "La familia Ingalls"), de 1974 a 1983. Es hijo adoptivo de los actores Bárbara Crane y Paul Gilbert y hermano de Melissa Gilbert que trabajó en el papel de Laura Ingalls Wilder en la serie. También es hermano de Sara Gilbert. Además es uno de los seis actores que permanecieron a lo largo de la serie completa, los otros son: Katherine MacGregor, Melissa Gilbert, Richard Bull, Kevin Hagen, y Dabbs Greer.  
Jonathan Gilbert es en la actualidad un reconocido experto y profesor de medicina tradicional china. El curriculum vitae y los compromisos de Jonathan Gilbert hablan con un alto nivel, un aprendizaje y una pasión difíciles de igualar en cualquier lugar. Su biografía es única y está construida sobre una base que sirve bien a sus pacientes.  
El viaje del Sr. Gilbert hacia la filosofía asiática comenzó con las artes marciales a la edad de 9 años. A los 13 años comenzó a entrenarse en movimiento y meditación en la Escuela de Movimiento de Kitaido en Inglaterra, bajo la guía del instructor principal Ken Waight. De 16 a 18 años, Jonathan también estudió masaje Shiatsu, una forma de curación japonesa, y obtuvo su diploma de la Escuela Británica de Terapia y Movimiento Oriental en 1988.  
En 1991, Jonathan Gilbert se matriculó en la Academia de Medicina Oriental de Londres (LAOM), Inglaterra, una de las principales escuelas de Medicina Oriental en Europa. Graduado de la escuela vietnamita en 1995, el Sr. Gilbert realizó un estudio de maestría en "Teoría de tallos y ramas" con el mundialmente reconocido profesor Truong Thin, director de medicina tradicional de Vietnam del Sur. Jonathan vivió en Vietnam mientras completaba su formación de posgrado en el Instituto Médico Tradicional (TMI), un hospital estatal docente de 500 camas en la ciudad de Ho Chi Minh (Saigón), Vietnam. En TMI, Jonathan trabajó en colaboración con médicos entrenados en occidente, observando la combinación de la medicina oriental con la medicina occidental.
La primera práctica privada de Jonathan como médico de Medicina Oriental comenzó en Londres en 1996. En 1998, se mudó a los Estados Unidos y finalmente estableció prácticas en Towson, MD, y Arlington, VA. Certificado por la Junta en los Estados Unidos tanto en acupuntura como en medicina herbal china por la Comisión Nacional de Certificación de Acupuntura y Medicina Oriental (NCCAOM), el Sr. Gilbert se desempeñó como Consultor Principal de Medicina Tradicional China en el Centro de Medicina Integrativa de la Universidad de Maryland en Baltimore
La pasión de Jonathan por crear una clínica médica integrada se hizo realidad en 2005, con la apertura de la Clínica Gilbert en el área de Bethesda, cerca de Washington D. C.. La clínica combinó la medicina occidental con medicina tradicional china y psicoterapia mediante el uso de principios médicos tradicionales asiáticos. Durante 5 años, este modelo demostró ser increíblemente poderoso en el tratamiento de enfermedades crónicas.
Desde 2011, el enfoque de The Gilbert Clinic se ha dedicado a proporcionar una excelente herbolaria y acupuntura tradicional vietnamita / china, la experiencia y pasión de Jonathan Gilbert.

## Escuela y residencia
- Academia de Medicina Oriental de Londres 1991-1995
- Instituto de Medicina Tradicional - Saigón, Vietnam 1995-1996

## Aprendizaje
- Estudio avanzado de doce años con 1993-2005
- Dr. Phouc Huynh en Jinkui Yaolue Teoría y práctica

## Licencias y Certificación de EE. UU.
- Licencia en acupuntura (L. Ac.) ( Maryland )
- Comisión Nacional de Certificación de Acupuntura y Medicina Oriental ( NCCAOM )
  - Diplomado en Acupuntura
  - Diplomado en medicina herbaria china
  - Examen Escritor y Consultor 2003-2007

Desde que La casa de la Pradera acabó su producción, Gilbert decidió dejar la actuación para dedicarse a la medicina .
- Datos: Q787566
- Multimedia: Jonathan Gilbert / Q787566